# سام آستین
سام آستین (انگلیسی: Sam Austin؛ زادهٔ ۱۹ دسامبر ۱۹۹۶) بازیکن فوتبال اهل بریتانیا است.
از باشگاه‌هایی که در آن بازی کرده‌است می‌توان به باشگاه فوتبال برتون آلبیون و باشگاه فوتبال تلفورد یونایتد اشاره کرد.